# Jordan Gutiérrez
Jordan Gutiérrez Nsang (Barcelona, 8 de julio de 1998) es un futbolista profesional que juega como delantero. Nacido en España, es internacional con la selección de Guinea Ecuatorial.

## Trayectoria
Fue formado en el Club de Fútbol Damm. Pasó a las filas del R. C. D. Espanyol en julio de 2013. Durante las temporadas 2016-17 y 2017-18 formó parte de la plantilla del R. C. D. Espanyol "B" en el Grupo III de la Segunda División B y en Tercera División. Tras cinco temporadas en su cantera, en 2018 firmó con la A. D. Alcorcón "B".
En la temporada 2018-19 regresó a Cataluña para jugar en el U. A. Horta. Durante la siguiente campaña formó parte de la plantilla de la S. C. R. Peña Deportiva en la Segunda División B, equipo con el que disputó el play-off de ascenso a Segunda división. 
En septiembre de 2020 firmó con el Club Deportivo Leganés "B". Al año siguiente se fue al E. C. Granollers, con el que participó en ocho partidos de la Tercera Federación antes de marcharse a mitad de temporada al C. D. Manchego Ciudad Real. De cara a la 2022-23 se unió a la A. E. Prat.

## Selección nacional
Su familia materna es de Guinea Ecuatorial, mientras que su familia paterna es de España.
En 2016 fue convocado a las categorías sub-18, sub-19 y sub-20 de la selección española.
En 2017 recibió la llamada de la selección absoluta de Guinea Ecuatorial. Bajo el reconocimiento de la FIFA, jugó su primer partido con el Nzalang Nacional el 9 de octubre, en un amistoso ganado frente a Mauricio. Un mes antes, había hecho su debut original participando en la derrota contra Benín, pero fue invalidado y el partido de carácter amistoso retirado del calendario FIFA porque el árbitro era ecuatoguineano.

## Estadísticas
Actualizado al último partido disputado el 5 de octubre de 2024.
| Club | Div.          | Temporada     | Liga  | Liga  | Copas nacionales(1)(2) | Copas nacionales(1)(2) | Copas internacionales(3) | Copas internacionales(3) | Total | Total |
| Club | Div.          | Temporada     | Part. | Goles | Part.                  | Goles                  | Part.                    | Goles                    | Part. | Goles |
| --- | ------------- | ------------- | ----- | ----- | ---------------------- | ---------------------- | ------------------------ | ------------------------ | ----- | ----- |
| R. C. D. Espanyol "B" · España | 2.ª B         | 2016-17       | 2     | 0     | –                      | –                      | –                        | –                        | 2     | 0     |
| R. C. D. Espanyol "B" · España | 3.ª           | 2017-18       | 13    | 0     | –                      | –                      | –                        | –                        | 13    | 0     |
| R. C. D. Espanyol "B" · España | Total club    | Total club    | 15    | 0     | –                      | –                      | –                        | –                        | 15    | 0     |
| A. D. Alcorcón "B" · España | 3.ª           | 2018-19       | 1     | 0     | –                      | –                      | –                        | –                        | 1     | 0     |
| A. D. Alcorcón "B" · España | Total club    | Total club    | 1     | 0     | –                      | –                      | –                        | –                        | 1     | 0     |
| U. A. Horta · España | 3.ª           | 2018-19       | 26    | 2     | –                      | –                      | –                        | –                        | 26    | 2     |
| U. A. Horta · España | 3.ª           | 2019-20       | 1     | 0     | 1                      | 0                      | –                        | –                        | 2     | 0     |
| U. A. Horta · España | Total club    | Total club    | 27    | 2     | 1                      | 0                      | –                        | –                        | 28    | 2     |
| S. C. R. Peña Deportiva · España                                                                                                  | 2.ª B         | 2019-20       | 10    | 0     | –                      | –                      | –                        | –                        | 10    | 0     |
| S. C. R. Peña Deportiva · España                                                                                                  | Total club    | Total club    | 10    | 0     | –                      | –                      | –                        | –                        | 10    | 0     |
| C. D. Leganés "B" · España | 3.ª           | 2020-21       | 19    | 2     | –                      | –                      | –                        | –                        | 19    | 2     |
| C. D. Leganés "B" · España | Total club    | Total club    | 19    | 2     | –                      | –                      | –                        | –                        | 19    | 2     |
| E. C. Granollers · España | 3.ª RFEF      | 2021-22       | 8     | 0     | –                      | –                      | –                        | –                        | 8     | 0     |
| E. C. Granollers · España | Total club    | Total club    | 8     | 0     | –                      | –                      | –                        | –                        | 8     | 0     |
| C. D. Manchego Ciudad Real · España                                                                                               | 3.ª RFEF      | 2021-22       | 10    | 1     | –                      | –                      | –                        | –                        | 10    | 1     |
| C. D. Manchego Ciudad Real · España                                                                                               | Total club    | Total club    | 10    | 1     | –                      | –                      | –                        | –                        | 10    | 1     |
| A. E. Prat · España | 2.ª Fed.      | 2022-23       | 8     | 0     | –                      | –                      | –                        | –                        | 8     | 0     |
| A. E. Prat · España | Total club    | Total club    | 8     | 0     | –                      | –                      | –                        | –                        | 8     | 0     |
| U. E. Santa Coloma · Andorra | 1.ª           | 2022-23       | 14    | 2     | –                      | –                      | –                        | –                        | 14    | 2     |
| U. E. Santa Coloma · Andorra | 1.ª           | 2023-24       | 7     | 0     | –                      | –                      | –                        | –                        | 7     | 0     |
| U. E. Santa Coloma · Andorra | Total club    | Total club    | 21    | 2     | –                      | –                      | –                        | –                        | 21    | 2     |
| Atlètic d'Escaldes · Andorra | 1.ª           | 2023-24       | 14    | 4     | 1                      | 0                      | –                        | –                        | 15    | 4     |
| Atlètic d'Escaldes · Andorra | 1.ª           | 2024-25       | –     | –     | –                      | –                      | 2                        | 0                        | 2     | 0     |
| Atlètic d'Escaldes · Andorra | Total club    | Total club    | 14    | 4     | 1                      | 0                      | 2                        | 0                        | 17    | 4     |
| Septemvri Sofia Bulgaria | 1.ª           | 2024-25       | 11    | 1     | –                      | –                      | –                        | –                        | 11    | 1     |
| Septemvri Sofia Bulgaria | Total club    | Total club    | 11    | 1     | –                      | –                      | –                        | –                        | 11    | 1     |
| Total carrera | Total carrera | Total carrera | 144   | 12    | 2                      | 0                      | 2                        | 0                        | 148   | 12    |
| (1) Incluye datos de la Copa Catalunya. (2) Incluye datos de la Copa Constitució. (3) Incluye datos de la UEFA Conference League. |               |               |       |       |                        |                        |                          |                          |       |       |